# Adrian Helm
Adrian Nicolas Helm, född 27 september 2005 i Trollhättan, Sverige, är en svensk fotbollsspelare som spelar för AIK i Allsvenskan.

## Klubblagskarriär

### Tidig karriär
Helm började spela fotboll i det lokala laget Halvorstorps IS. Han kom sedan som 14-åring att få chansen i klubbens A-lag i Division 5. Kort därefter gick han över till den större klubben i staden, FC Trollhättan.
Under sitt första år för sin nya klubb huserade Helm i P19-laget där han gjorde stor succé när han på 15 spelade matcher noterade för 19 mål. Detta ledde till att den då 16-årige Helm belönades med ett A-lagskontrakt inför säsongen 2022.
I september 2023 flyttade Helm till Italien för att börja spela för US Lecces Primavera-lag. Helm spelade endast en säsong i den italienska ungdomsserien, där han fick speltid i sammanlagt 19 matcher och ett målfacit som stannade på tre gjorda mål.

### Ljungskile SK
Den 27 augusti 2024 stod det klart att han återvände till hemlandet och denna gång för spel i Ljungskile SK. Debuten för klubben kom endast fem dagar efter att övergången blev klar då han ställdes mot sin gamla klubb FC Trollhättan i en match som han spelade samtliga minuter i och som slutade 1–1.
Hans första mål för Ljungskile kom matchen därpå den 15 september 2025 när han gjorde det första målet i en 3–2-seger mot Torslanda IK på Rimnersvallen. Det blev sammanlagt nio matcher med ett poängfacit på två gjorda mål och fyra målgivande passningar för Helm under höstsäsongen 2024.
Helm levererade en imponerande vårsäsong i Ljungskile 2025, med totalt fyra mål och sex assist på 15 matcher i Ettan Södra. Han var en  stor bidragande faktor till att laget låg i toppen av serien och drog därmed till sig intresse från större klubbor. Under sommaren 2025 provtränade Helm med både GAIS och AIK. Enligt Sportbladet skall bägge klubbarna, tillsammans med Mjällby AIF erbjudit Helm ett kontraktsförslag.

### AIK
Helm blev den 15 augusti 2025 klar för AIK, där han skrev på ett kontrakt till och med den 31 december 2029.
Han gjorde sin debut för klubben den 20 augusti 2025 en kvalmatch till Svenska cupen 2026 mot Hudiksvalls FF. Efter att ha blivit inbytt i andra halvlek slet han sig loss från vänsterkanten i den 73:e matchminuten och assisterade Erik Flataker som styrde in bollen i mål.